# Triathlon vid olympiska sommarspelen 2020
Triathlon vid olympiska sommarspelen 2020 arrangerades mellan 26 och 31 juli 2021 i Odaiba Marine Park i Tokyo i Japan. På programmet fanns en tävling för damer och en för herrar samt den nya grenen mixstafett.
Tävlingarna skulle ursprungligen ha hållits mellan 27 juli och 1 augusti 2020 men de blev på grund av Covid-19-pandemin uppskjutna.

## Medaljsammanfattning
| Triathlon              | Guld                                                              | Silver                                                   | Brons                                                          |
| Damer Detaljer...      | Flora Duffy Bermuda                                               | Georgia Taylor-Brown Storbritannien                      | Katie Zaferes USA                                              |
| Herrar Detaljer...     | Kristian Blummenfelt Norge                                        | Alex Yee Storbritannien                                  | Hayden Wilde Nya Zeeland                                       |
| Mixstafett Detaljer... | Storbritannien                                                    | USA                                                      | Frankrike                                                      |
| Mixstafett Detaljer... | Jessica Learmonth Jonathan Brownlee Georgia Taylor-Brown Alex Yee | Katie Zaferes Kevin McDowell Taylor Knibb Morgan Pearson | Léonie Périault Dorian Coninx Cassandre Beaugrand Vincent Luis |

Denna tabell: visa • redigera

## Medaljtabell
| Pl.    | Nation         | Guld | Silver | Brons | Totalt |
| ------ | -------------- | ---- | ------ | ----- | ------ |
| 1      | Storbritannien | 1    | 2      | 0     | 3      |
| 2      | Bermuda        | 1    | 0      | 0     | 1      |
| 2      | Norge          | 1    | 0      | 0     | 1      |
| 4      | USA            | 0    | 1      | 1     | 2      |
| 5      | Frankrike      | 0    | 0      | 1     | 1      |
| 5      | Nya Zeeland    | 0    | 0      | 1     | 1      |
| Totalt | Totalt         | 3    | 3      | 3     | 9      |

### Fotnoter
1. ↑  (16 juni 2021). Triathlon Competition Schedule. Arkiverad 3 juli 2021 hämtat från the Wayback Machine. tokyo2020.org. Läst 21 juni 2021.
2. ↑  Triathlon. tokyo2020.org. Läst 8 oktober 2019.
3. ↑  (Program från 31 juli 2019). Olympic Competition Schedule. tokyo2020.org. Läst 7 oktober 2019.
4. ↑  (30 mars 2020). IOC, IPC, Tokyo 2020 Organising Committee and Tokyo Metropolitan Government announce new dates for the Olympic and Paralympic Games Tokyo 2020. IOK. Läst 21 juni 2021.
5. ↑  (27 juli 2021). Triathlon – Women's Individual. olympics.com. Läst 27 juli 2021.
6. ↑  (26 juli 2021). Triathlon – Men's Individual. olympics.com. Läst 26 juli 2021.
7. ↑  (31 juli 2021). Triathlon – Mixed Relay. olympics.com. Läst 31 juli 2021.